# Washington Park (Illinois)
Pour les articles homonymes, voir Washington Park.
Washington Park est une ville de l'Illinois, dans le comté de Saint Clair aux États-Unis.